# Daschawa
Daschawa (ukrainisch und russisch Дашава; polnisch Daszawa) ist eine Siedlung städtischen Typs im Rajon Stryj der Oblast Lwiw im Westen der Ukraine.
Daschawa liegt 63 Kilometer südlich von Lemberg und 11 Kilometer östlich der Rajonshauptstadt Stryj, 2020 wurde es ein Teil der Stadtgemeinde Stryj, bis dahin war es Teil der gleichnamigen Siedlungsratsgemeinde Daschawa (Дашавська селищна рада/Daschawska selyschtschna rada) zu der auch die drei Dörfer Hajdutschyna (Гайдучина), Oleksytschi und Schtschaslywe (Щасливе) zählten. Nordwestlich des Ortes liegt der Fluss Bereschnyzja (Бережниця).
Der Ort wurde 1448 zum ersten Mal schriftlich erwähnt und erhielt 1523 das Magdeburger Stadtrecht. Bis 1918 lag der Ort im österreichischen Galizien, danach kam er bis 1939 zu Polen (Powiat Stryj in der Woiwodschaft Stanislau) und ist seit 1945 ein Teil der heutigen Ukraine. 1948 wurde dem Ort der Status einer Siedlung städtischen Typs verliehen.
Zu Beginn des 20. Jahrhunderts wurden nahe dem Ort Erdgasvorkommen entdeckt, diese werden durch Erdgasleitungen bis nach Kiew transportiert.